# Coefficiente di attività
Un coefficiente di attività è un fattore utilizzato nella termodinamica che tiene conto delle deviazioni dal comportamento ideale in una miscela di sostanze chimiche.
In una miscela ideale, le interazioni microscopiche tra ciascuna coppia di specie chimiche sono uguali (o in maniera macroscopicamente equivalente il cambio di entalpia della soluzione e la variazione di volume nella miscela sono nulli) e, di conseguenza, le proprietà delle miscele si possono direttamente esprimere in termini di concentrazioni o pressioni parziali delle sostanze presenti secondo la legge di Raoult. Le deviazioni dall'idealità sono adattate modificando la concentrazione tramite elevazione a potenza ad un fattore numerico detto coefficiente di attività. In modo simile, espressioni che contengono specie gassose possono essere modificate nel caso non ideale elevando le pressioni parziali ad un fattore numerico detto coefficiente di fugacità.
Il concetto di coefficiente di attività è strettamente collegato a quello di attività in chimica. Il simbolo associato alla concentrazione della sostanza {\displaystyle \mathrm {A} } è {\displaystyle \gamma _{\mathrm {A} }}.

## Definizione termodinamica
Il potenziale chimico, μB, di una sostanza B in una miscela ideale di liquidi o in una soluzione ideale è dato da
{\displaystyle \mu _{\mathrm {B} }=\mu _{\mathrm {B} }^{\ominus }+RT\ln x_{\mathrm {B} }\,}
dove μoB è il potenziale chimico di una sostanza pura {\displaystyle \mathrm {B} } e xB è la frazione molare della sostanza nella miscela.
Generalizzando per includere il comportamento non ideale abbiamo
{\displaystyle \mu _{\mathrm {B} }=\mu _{\mathrm {B} }^{\ominus }+RT\ln a_{\mathrm {B} }\,}
dove aB è l'attività della sostanza nella miscela con
{\displaystyle a_{\mathrm {B} }=x_{\mathrm {B} }\gamma _{\mathrm {B} }}
dove γB è il coefficiente di attività, da cui può dipendere xB. Quando γB approssima ad 1, la sostanza si comporta come se fosse ideale. Ad esempio, se γB ≈ 1, allora la legge di Raoult è accurata. Per γB > 1 e γB < 1, la sostanza B mostra deviazione positiva e negativa dalla legge di Raoult, rispettivamente. Una deviazione positiva implica che la sostanza B è più volatile.
In molti casi, come xB va a zero, il coefficiente di attività della sostanza B approssima ad una costante; questa relazione è la legge di Henry per il solvente. Queste relazioni sono correlate tra loro attraverso l'equazione di Gibbs-Duhem. Da notare che in genere i coefficienti di attività sono adimensionali.
Nel dettaglio: la legge di Raoult afferma che la pressione parziale del componente B è correlata alla sua pressione di vapore (pressione di saturazione) e alla sua frazione molare xB nella fase liquida,
{\displaystyle p_{\mathrm {B} }=x_{\mathrm {B} }\gamma _{\mathrm {B} }p_{\mathrm {B} }^{\sigma }\;,}
con la convenzione
{\displaystyle \lim _{x_{\mathrm {B} }\to 1}\gamma _{\mathrm {B} }=1\;.}
In altre parole: i liquidi puri rappresentano il caso ideale.
A diluizione infinita, il coefficiente di attività si avvicina al suo valore limite, γB∞. Confrontando con la legge di Henry,
{\displaystyle p_{\mathrm {B} }=K_{\mathrm {H,B} }x_{\mathrm {B} }\quad {\text{for}}\quad x_{\mathrm {B} }\to 0\;,}
dà immediatamente
{\displaystyle K_{\mathrm {H,B} }=p_{\mathrm {B} }^{\sigma }\gamma _{\mathrm {B} }^{\infty }\;.}
In altre parole: il composto evidenzia un comportamento non ideale nel caso diluito.
La definizione data del coefficiente di attività è errata se il composto non esiste come liquido puro. Questo è spesso il caso di elettroliti o composti biochimici. In questi casi, viene utilizzata una definizione diversa che considera la diluizione infinita come lo stato ideale:
{\displaystyle \gamma _{\mathrm {B} }^{\dagger }\equiv \gamma _{\mathrm {B} }/\gamma _{\mathrm {B} }^{\infty }}
con
{\displaystyle \lim _{x_{\mathrm {B} }\to 0}\gamma _{\mathrm {B} }^{\dagger }=1\;,}
e
{\displaystyle \mu _{\mathrm {B} }=\underbrace {\mu _{\mathrm {B} }^{\ominus }+RT\ln \gamma _{\mathrm {B} }^{\infty }} _{\mu _{\mathrm {B} }^{\ominus \dagger }}+RT\ln(x_{\mathrm {B} }\gamma _{\mathrm {B} }^{\dagger })}
Il simbolo {\displaystyle ^{\dagger }} è stato usato qui per distinguere tra i due tipi di coefficienti di attività. Di solito viene omesso, in quanto risulta dal contesto quale tipo si intende. Ma ci sono casi in cui entrambi i tipi dei coefficienti di attività sono necessari e possono persino apparire nella stessa equazione, e.g., per soluzioni di sali in (acqua + alcool) miscele. Questo a volte è una fonte di errori.
La modifica delle frazioni o concentrazioni in moli in base ai coefficienti di attività fornisce le "attività efficaci" dei componenti, e permette di applicare espressioni come la legge di Raoult e le costanti di equilibrio oltre alle miscele ideali anche a quelle non ideali.
La conoscenza dei coefficienti di attività sono di particolare importanza nel campo dell'elettrochimica dovuto al comportamento delle soluzioni elettrolitiche spesso tutt'altro che ideale, a causa degli effetti dell'atmosfera ionica. Inoltre, sono particolarmente importanti nel contesto della chimica del suolo a causa dei bassi volumi di solvente e, di conseguenza, l'elevata concentrazione di elettroliti.

### Soluzioni ioniche
Per soluzioni di sostanze che ionizzano in soluzione i coefficienti di attività del catione e dell'anione non possono essere determinati sperimentalmente indipendentemente l'uno dall'altro perché le proprietà della soluzione dipendono da entrambi gli ioni. I coefficienti di attività dello ione singolo devono essere collegati al coefficiente di attività dell'elettrolita disciolto come se non dissociato. In questo caso si utilizza un coefficiente di attività stechiometrico medio dell'elettrolita dissolto, γ±. Viene detto stechiometrico perché esprime sia la deviazione dalla soluzione ideale e sia la dissociazione ionica incompleta del composto ionico che si verifica in particolare con l'aumento della sua concentrazione.
Per un elettrolita 1:1, come l'NaCl è dato dalla seguente relazione:
{\displaystyle \gamma _{\pm }={\sqrt {\gamma _{+}\gamma _{-}}}}
dove γ+ e γ− sono rispettivamente i coefficienti di attività del catione e dell'anione. Questa definizione implica l'ipotesi di una dissociazione ionica al grado del 100% dell'elettrolita. Se ciò non si verifica, le attività nell'espressione sono quelle degli ioni, indipendentemente dal fatto che si stia verificando anche un'associazione.
Generalizzando, il coefficiente di attività medio di un composto di formula ApBq è dato da:
{\displaystyle \gamma _{\pm }={\sqrt[{p+q}]{\gamma _{\mathrm {A} }^{p}\gamma _{\mathrm {B} }^{q}}}}
I coefficienti di attività dello ione singolo si possono calcolare teoricamente, per esempio applicando l'equazione di Debye-Hückel. L'equazione teorica può essere utilizzata combinando il calcolo dei coefficienti di attività di singoli ioni per fornire valori medi che possono essere confrontati con i valori sperimentali.
L'opinione prevalente secondo cui i coefficienti di attività di singoli ioni non sono misurabili da metodi indipendenti, o che tali calcoli siano fisicamente insignificanti, ha le sue radici nel lavoro di Guggenheim alla fine degli anni 1920. Tuttavia, i chimici non sono mai stati in grado di rinunciare all'idea delle attività a singolo ione e, di conseguenza, ai
coefficienti di attività ionica a singolo ione. Per esempio, il pH viene definito come il logaritmo negativo dell'attività dello ione idrogeno. Se la visione prevalente sul significato fisico e la misurabilità delle attività a singolo ione è corretta, allora la definizione del pH colloca la quantità esattamente nella categoria non misurabile.  Riconoscendo questa difficoltà logica, la IUPAC afferma che la definizione del pH basata sull'attività è solo una nozione. Nonostante la prevalente visione negativa sulla misurabilità dei coefficienti a singolo ione, il concetto di attività a singolo ione continua ad essere discusso in letteratura e almeno un autore presenta una definizione di attività a singolo ione in termini di quantità puramente termodinamiche e propone un metodo di misura dei coefficienti di attività di singoli ioni basato su processi puramente termodinamici.

## Calcolo sperimentale
I coefficienti di attività possono essere determinati sperimentalmente effettuando misure su miscele non ideali. Utilizzando la legge di Raoult o la legge di Henry otteniamo un valore per una miscela ideale rispetto alla quale il valore sperimentale può essere confrontato. Possiamo utilizzare anche altre proprietà colligative, come ad esempio la pressione osmotica.

### Metodo radiochimico
I coefficienti di attività possono essere determinati con metodi radiochimici.

### Diluizione infinita
I coefficienti di attività per le miscele binarie sono spesso riportati alla diluizione infinita di ogni componente. Infatti i modelli si semplificano a diluizione infinita, tali valori empirici possono essere utilizzati per stimare le energie di interazione. Vediamo qualche esempio con acqua:
| X       | {\displaystyle \gamma _{x}^{\infty }} (°C) | {\displaystyle \gamma _{W}^{\infty }} (°C) |
| ------- | ------------------------------------------ | ------------------------------------------ |
| Etanolo | 4.3800 (283.15)                            | 3.2800 (298.15)                            |
| Acetone |                                            | 6.0200 (307.85)                            |

## Calcolo teorico

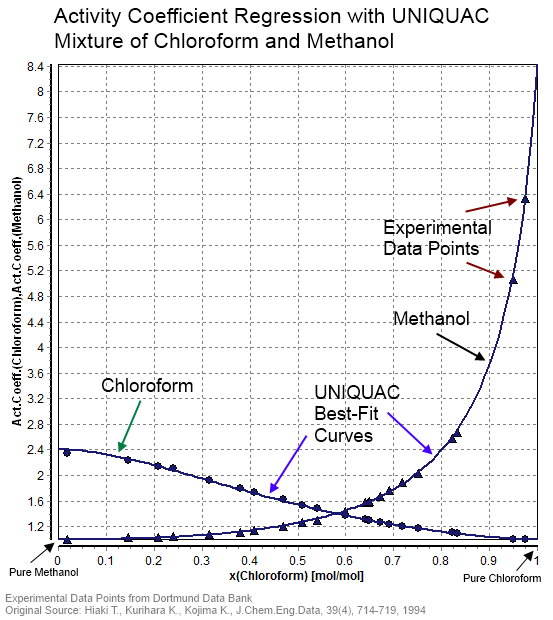
Regressione UNIQUAC dei coefficienti attività nella miscela (cloroformio/metanolo)

I coefficienti di attività per soluzioni elettrolite si possono calcolare teoricamente, viene usata l'equazione di Debye-Hückel o delle estensioni così come l'equazione di Davies, le equazioni di Pitzer o il modello di correlazione a 3 parametri caratteristici (TCPC). Viene anche utilizzata la SIT.
Per soluzioni non-elettrolite si possono utilizzare metodi correlativi come UNIQUAC, NRTL, MOSCED o UNIFAC, a condizione che siano disponibili valori approssimativi dei parametri specifici del componente o del modello. 
COSMO-RS è un metodo teorico meno dipendente dai parametri e l'informazione viene ottenuta da calcoli di meccanica quantistica specifici per una molecola (profili sigma) in combinazione con un trattamento termodinamico statistico dei segmenti superficiali.
Per specie senza carica, il coefficiente di attività γ0 segue principalmente un modello salting out:
{\displaystyle \log _{10}(\gamma _{0})=bI}
Questo semplice modello determina le attività di molte specie (gas non dissociati disciolti come CO2, H2S, NH3, acidi e basi non dissociati) ad alta forza ionica (superiore a 5 mole/kg). Il valore della costante b per CO2 è 0.11 a 10 °C e 0.20 a 330 °C.

Usando come solvente l'acqua, l'attività aw si calcola con l'equazione:
{\displaystyle \ln(a_{\mathrm {w} })={\frac {-\nu b}{55.51}}\varphi }
dove ν è il numero di ioni prodotti dalla dissociazione di una molecola del sale, b è la molalità del sale disciolto in acqua, φ è il coefficiente osmotico dell'acqua, la costante 55.51 indica la molalità dell'acqua. Nell'equazione sopra, l'attività di un solvente (qui acqua) è rappresentata come inversamente proporzionale al numero di particelle di sale rispetto a quello del solvente.

## Relazione al diametro ionico
Il coefficiente di attività ionico e il diametro ionico hanno la seguente relazione ottenuta dalla teoria di Debye-Hückel per gli elettroliti:
{\displaystyle \log(\gamma _{i})=-{\frac {Az_{i}^{2}{\sqrt {I}}}{1+Ba{\sqrt {I}}}}}
dove A e B sono costanti, zi è il numero di valenza dello ione, ed I è la forza ionica.

## Dipendenza dai parametri di stato
La derivata di un coefficiente di attività rispetto alla temperatura è in relazione con l'entalpia molare in eccesso:
{\displaystyle {\bar {H}}_{i}^{\mathsf {E}}=-RT^{2}{\frac {\partial }{\partial T}}\ln(\gamma _{i})}
Analogamente, la derivata rispetto alla pressione è in relazione al volume molare in eccesso:
{\displaystyle {\bar {V}}_{i}^{\mathsf {E}}=RT{\frac {\partial }{\partial P}}\ln(\gamma _{i})}

## Soluzioni concentrate di elettroliti
Per soluzioni ioniche concentrate si deve tener conto dell'idratazione degli ioni, come fecero Stokes e Robinson nel modello proposto nel 1948. Il coefficiente di attività dell'elettrolita venne poi suddiviso in componenti elettriche e statistiche nel modello proposto da E. Glueckauf nel 1955 modificando quello iniziale di Stokes-Robinson.
La parte statistica considera il numero indice di idratazione h, il numero di ioni della dissociazione e il rapporto r tra il volume apparente molare dell'elettrolita e il volume molare dell'acqua e la molalità b. La parte statistica ha la seguente espressione:
{\displaystyle \ln \gamma _{s}={\frac {h-\nu }{\nu }}\ln \left(1+{\frac {br}{55.5}}\right)-{\frac {h}{\nu }}\ln \left(1-{\frac {br}{55.5}}\right)+{\frac {br(r+h-\nu )}{55.5\left(1+{\frac {br}{55.5}}\right)}}},
Il modello Stokes-Robinson è stato analizzato e migliorato anche da altri ricercatori.

## Applicazione all'equilibrio chimico
All'equilibrio, la somma dei potenziali chimici dei reagenti è uguale alla somma dei potenziali chimici dei prodotti. Il cambio dell'energia libera di Gibbs per reazioni, ΔrG, è uguale alla differenza tra queste somme e quindi, all'equilibrio, vale zero. Allora una reazione tipica come
α A + β B {\displaystyle \rightleftharpoons } σ S + τ T
ammette
{\displaystyle \Delta _{\mathrm {r} }G=\sigma \mu _{\mathrm {S} }+\tau \mu _{\mathrm {T} }-(\alpha \mu _{\mathrm {A} }+\beta \mu _{\mathrm {B} })=0\,}
Sostituendo il potenziale chimico di ciascun reagente:
{\displaystyle \Delta _{\mathrm {r} }G=\sigma \mu _{S}^{\ominus }+\sigma RT\ln a_{\mathrm {S} }+\tau \mu _{\mathrm {T} }^{\ominus }+\tau RT\ln a_{\mathrm {T} }-(\alpha \mu _{\mathrm {A} }^{\ominus }+\alpha RT\ln a_{\mathrm {A} }+\beta \mu _{\mathrm {B} }^{\ominus }+\beta RT\ln a_{\mathrm {B} })=0}
Dopo qualche passaggio l'espressione diventa
{\displaystyle \Delta _{\mathrm {r} }G=\left(\sigma \mu _{\mathrm {S} }^{\ominus }+\tau \mu _{\mathrm {T} }^{\ominus }-\alpha \mu _{\mathrm {A} }^{\ominus }-\beta \mu _{\mathrm {B} }^{\ominus }\right)+RT\ln {\frac {a_{\mathrm {S} }^{\sigma }a_{\mathrm {T} }^{\tau }}{a_{\mathrm {A} }^{\alpha }a_{\mathrm {B} }^{\beta }}}=0}
La somma σμoS + τμoT − αμoA − βμoB è il cambio di energia libera standard per la reazione, ΔrGo. Dunque,
{\displaystyle \Delta _{r}G^{\ominus }=-RT\ln K}
dove K è la costante di equilibrio. Da notare che le costanti di equilibrio e le attività sono numeri adimensionali.
Quest'ultima serve a due scopi. Mostra la relazione tra la variazione di energia libera standard e la costante di equilibrio. Inoltre evidenzia che una costante di equilibrio è definita come un quoziente di attività. Questa espressione si utilizza poco.
Quando ogni attività viene sostituita dal prodotto di una concentrazione e di un coefficiente di attività, la costante di equilibrio è definita come
{\displaystyle K={\frac {[\mathrm {S} ]^{\sigma }[\mathrm {T} ]^{\tau }}{[\mathrm {A} ]^{\alpha }[\mathrm {B} ]^{\beta }}}\times {\frac {\gamma _{\mathrm {S} }^{\sigma }\gamma _{\mathrm {T} }^{\tau }}{\gamma _{\mathrm {A} }^{\alpha }\gamma _{\mathrm {B} }^{\beta }}}}
dove [S] denota la concentrazione di S, etc. In pratica le costanti di equilibrio vengono calcolate in un mezzo tale che il quoziente del coefficiente di attività sia costante e possa essere ignorato, portando all'espressione comune
{\displaystyle K={\frac {[\mathrm {S} ]^{\sigma }[\mathrm {T} ]^{\tau }}{[\mathrm {A} ]^{\alpha }[\mathrm {B} ]^{\beta }}}}
che si applica a condizione che il quoziente di attività abbia un valore particolare (costante).